# Дралкина, Виктория Ефимовна
Виктория Ефимовна Дралкина (р. 21.12.1926) — председатель колхоза «Свободный труд» Борисовского района Белгородской области, Герой Социалистического Труда. Депутат Верховного Совета СССР.
Родилась в Рославле в семье потомственных рабочих-стеклодувов Воргинского стекольного завода. В 1940 г. семья переехала в Воргу.
Окончила Воргинскую среднюю школу (1947) и агрономический факультет Московской сельскохозяйственной академии им. Тимирязева (1952, с отличием).
С 1952 по 1958 год агроном Борисовской МТС Борисовского района Белгородской области, в 1958 году награждена орденом «Знак Почёта».
С 1958 г. главный агроном, с 1962 г. председатель колхоза «Свободный труд».
В 1965 году за получение высокого урожая сахарной свеклы награждена орденом Ленина. В 1966 году избрана депутатом Верховного Совета СССР. В 1967 году её колхоз «Свободный труд» был награждён орденом Ленина.
Заслуженный агроном РСФСР (1968).
В 1971 году присвоено звание Героя Социалистического Труда.
С апреля 1979 года на пенсии. Живёт в Белгороде.
Награждена 6 медалями ВДНХ.